# Donato Squicciarini
Donato Squicciarini (Altamura, 24 aprile 1927 – Roma, 5 marzo 2006) è stato un arcivescovo cattolico italiano.

## Biografia
Donato Squicciarini nacque ad Altamura il 24 aprile 1927.

### Ministero sacerdotale, episcopale e diplomatico
Compiuti gli studi teologici, venne ordinato sacerdote il 12 aprile 1952, a soli 24 anni.
Il 31 agosto 1978 fu nominato arcivescovo titolare di Tiburnia e nunzio apostolico in Burundi da papa Giovanni Paolo I; la nomina episcopale di mons. Squicciarini fu la prima, e una delle poche, del pontificato di papa Luciani. Il 26 novembre seguente ricevette l'ordinazione episcopale, nella cattedrale di Altamura, dal cardinale Franz König, arcivescovo metropolita di Vienna, co-consacranti l'arcivescovo (poi cardinale) Giuseppe Caprio, sostituto per gli affari generali della Segreteria di Stato, e Salvatore Isgrò, prelato di Altamura e Acquaviva delle Fonti.
Il 16 settembre 1981 fu nominato da papa Giovanni Paolo II delegato apostolico in Guinea Equatoriale e pro-nunzio apostolico in Camerun e Gabon. Il 28 dicembre dello stesso anno, fu elevato a pro-nunzio in Guinea Equatoriale. Il 1º luglio 1989 fu nominato nunzio apostolico in Austria; contestualmente lasciò i precedenti incarichi diplomatici in Guinea Equatoriale, Camerun e Gabon. Qualche mese dopo, venne nominato da Giovanni Paolo II osservatore permanente della Santa Sede presso l'Ufficio delle Nazioni Unite ed istituzioni specializzate a Vienna e l'Organizzazione delle Nazioni Unite per lo sviluppo industriale, oltre che rappresentante permanente della Santa Sede presso l'Agenzia internazionale per l'energia atomica; nel 1994 cessò il mandato di osservatore e rappresentate permanente presso le già citate organizzazioni intergovernative. L'8 ottobre 2002 papa Giovanni Paolo II accolse la sua rinuncia all'ufficio di nunzio apostolico in Austria per raggiunti limiti d'età.
Morì a Roma il 5 marzo 2006.

## Genealogia episcopale e successione apostolica
La genealogia episcopale è:
- Cardinale Scipione Rebiba
- Cardinale Giulio Antonio Santori
- Cardinale Girolamo Bernerio, O.P.
- Arcivescovo Galeazzo Sanvitale
- Cardinale Ludovico Ludovisi
- Cardinale Luigi Caetani
- Cardinale Ulderico Carpegna
- Cardinale Paluzzo Paluzzi Altieri degli Albertoni
- Papa Benedetto XIII
- Papa Benedetto XIV
- Papa Clemente XIII
- Cardinale Bernardino Giraud
- Cardinale Alessandro Mattei
- Cardinale Pietro Francesco Galleffi
- Cardinale Giacomo Filippo Fransoni
- Cardinale Carlo Sacconi
- Cardinale Edward Henry Howard
- Cardinale Mariano Rampolla del Tindaro
- Cardinale Rafael Merry del Val
- Cardinale Raffaele Scapinelli di Leguigno
- Cardinale Friedrich Gustav Piffl
- Vescovo Michael Memelauer
- Cardinale Franz König
- Arcivescovo Donato Squicciarini

La successione apostolica è:
- Arcivescovo Evariste Ngoyagoye (1980)
- Arcivescovo Cornelius Fontem Esua (1982)
- Arcivescovo Antoine Ntalou (1983)
- Vescovo Pierre Augustin Tchouanga, S.C.I. (1983)
- Vescovo Adalbert Ndzana (1985)
- Vescovo Gabriel Simo (1987)
- Arcivescovo Simon-Victor Tonyé Bakot (1987)